# 質量光度関係
質量光度関係 (英: mass–luminosity relation) は、恒星の質量と光度を結び付ける式である。Jakob Karl Ernst Halm によって初めて記述された。恒星の質量を{\displaystyle M}、光度を {\displaystyle L} とすると、質量光度関係は以下の式で表される。
{\displaystyle {\frac {L}{L_{\odot }}}=\left({\frac {M}{M_{\odot }}}\right)^{a}}
ここで、{\displaystyle {L_{\odot }}} と {\displaystyle {M_{\odot }}} はそれぞれ太陽光度と太陽質量であり、a は 1〜6 の値を取る。主系列星に対しては一般的に a = 3.5 が用いられる。この関係式と一般的な a = 3.5 という値は 2〜55太陽質量を持つ主系列星には当てはまるが、赤色巨星や白色矮星には当てはまらない。また恒星の光度がエディントン光度に近づくにつれ、a = 1 に近づく。

## 概要
指数の a の値は恒星質量の範囲によって異なる値をとり、それぞれの範囲に対して以下の式でよく近似できる。
{\displaystyle {\frac {L}{L_{\odot }}}\approx 0.23\left({\frac {M}{M_{\odot }}}\right)^{2.3}\qquad (M<0.43M_{\odot })}
{\displaystyle {\frac {L}{L_{\odot }}}=\left({\frac {M}{M_{\odot }}}\right)^{4}\qquad \qquad (0.43M_{\odot }<M<2M_{\odot })}
{\displaystyle {\frac {L}{L_{\odot }}}\approx 1.4\left({\frac {M}{M_{\odot }}}\right)^{3.5}\qquad (2M_{\odot }<M<20M_{\odot })}
{\displaystyle {\frac {L}{L_{\odot }}}\approx 32000{\frac {M}{M_{\odot }}}\qquad \qquad (M>55M_{\odot })}
0.43太陽質量よりも軽い恒星では内部でのエネルギーの輸送は対流のみが担っており、そのため質量光度関係が大きく変わる。55太陽質量よりも重い恒星では質量と光度の関係は平坦なものとなり {\displaystyle L\propto M} の比例関係に近づくが、このような大質量星は不安定であり強い恒星風によって急速に質量を失うため、この状態は長くは継続しない。この変化は大質量星での輻射圧の増加によるものである。これらの関係式は、年周視差やその他の方法によって距離が判明している連星の恒星質量を測定することによって、経験的に導出されている。十分な数の恒星のデータを集めて質量と光度を両対数グラフ上にプロットすることで線を描くことができ、その傾きを測定することで適切な a の値を決定することが出来る。
K型主系列星に対して有効な別の表式もあり、これは指数 a の不連続性を回避するために与えられたものである。その関係式は、
{\displaystyle {\frac {L}{L_{\odot }}}\approx \left({\frac {M}{M_{\odot }}}\right)^{a(M)}\qquad \qquad (0.20M_{\odot }<M<0.85M_{\odot })}
{\displaystyle a(M)=-141.7\,M^{4}+232.4\,M^{3}-129.1\,M^{2}+33.29\,M+0.215}
である。ただしここでは、{\displaystyle M} は太陽質量 {\displaystyle M_{\odot }} を単位とした値を用いる。この関係式は、年周視差が判明しており、有効温度と光度を正確に測定するために恒星半径が干渉計によって測定されている晩期K型星とM型主系列星の中分散スペクトルを使用したデータに基づいて導出されたものである。これらの恒星はケプラーでの候補天体を較正する際にも用いられている。この関係式は {\displaystyle M=0.43M_{\odot }} での指数の不連続性を回避する以外に、{\displaystyle M=0.85M_{\odot }} の a = 4.0 の値もカバーしている。
質量光度関係は、通常の年周視差の測定には遠すぎる連星の距離測定に使えるため重要である。この技術は力学視差と呼ばれている。この技術では、連星系にある2つの恒星の質量が、一般にはまず太陽程度の質量であると推定される。次に天体力学のケプラーの法則を用いて連星間の距離を計算する。この距離が分かれば、連星間の距離が天球上で描く弧の長さを介して連星系までの距離を暫定的に推定することが出来る。この測定と連星の両方の見かけの等級から光度を求めることができ、さらに質量光度関係を用いることでそれぞれの恒星の質量を求めることが出来る。こうして導出された質量を用いて連星間の距離を再計算し、これまでの計算を再び繰り返す。一連の計算を何度も反復することで、最高で 5% の精度でパラメータを決定することができる。恒星の寿命がおおむね {\displaystyle M/L} に比例することに注目して、恒星の寿命を決定する場合にも質量光度関係が用いられる場合がある。ただし大きな質量を持つ恒星の場合は、質量光度関係から推定した値よりも短い寿命になることが知られている。より洗練された計算では、時間の経過とともに恒星が質量を失う効果が含まれる。

## 導出
理論的に厳密な質量光度関係の導出には、エネルギー生成方程式と、恒星内部の熱力学的モデルの構築が必要となる。しかしいくつかの基礎的な物理と単純化した仮定を課すことで、基本的な関係式である {\displaystyle L\propto M^{3}} を導出することが出来る。この導出は1924年に天文学者のアーサー・エディントンによって初めて行われた。この導出の際、恒星は理想気体で近似的にモデル化出来ると仮定されたが、これは当時としては斬新で、幾分か過激なアイデアですらあった。以下に示すのは、同じ原理に基づいているがより現代的なアプローチによる導出である。
恒星の光度 (単位時間あたりに放射されるエネルギー) を決める重要な要素は、恒星全体でのエネルギー散逸率である。対流が存在しない場合、散逸は主に光子の拡散によって起きる。対流が無視できる領域である放射層におけるある半径 r での表面積にわたってフィックの法則を積分することで、外向きに流れる総エネルギー流を計算することが出来る。エネルギー保存の法則より、このエネルギーのフラックスは恒星の光度と等しくなる。
{\displaystyle L=-4\pi \,r^{2}D{\frac {\partial u}{\partial r}}}
D は光子の拡散係数、u はエネルギー密度である。
ここで、恒星は全体が対流しているわけではなく、エネルギーを生成する過程 (核融合反応) は放射層よりも内部にある恒星の核で起きていることを仮定している。これら2つの仮定は赤色巨星では正しくなく、そのため赤色巨星は通常の質量光度関係には従わない。低質量の恒星も恒星全体が対流層となっており、この法則には従わない。
恒星が黒体であると仮定すると、エネルギー密度はシュテファン＝ボルツマンの法則によって温度と結び付けられる。
{\displaystyle u={\frac {4}{c}}\sigma _{\rm {B}}T^{4}}
ここで
{\displaystyle \sigma _{\rm {B}}={\frac {2\pi ^{5}k_{\rm {B}}^{4}}{15c^{2}h^{3}}}={\frac {\pi ^{2}k_{\rm {B}}^{4}}{60\hbar ^{3}c^{2}}}}
はシュテファン=ボルツマン定数である。また c は光速、{\displaystyle k_{\rm {B}}} はボルツマン定数、{\displaystyle h} と {\displaystyle \hbar } はそれぞれプランク定数と換算プランク定数である。
気体中の拡散の初等理論では、拡散係数 D は次の関係で近似される。
{\displaystyle D={\frac {1}{3}}c\lambda }
ここで λ は光子の平均自由行程である。
恒星の核や、温度が恒星の核と同程度になる領域では、物質は完全に電離している。そのため光子は主に電子と衝突し、平均自由行程 λ は以下の関係式を満たす。
{\displaystyle \lambda ={\frac {1}{n_{e}\sigma _{e\cdot \gamma }}}}
ここで {\displaystyle n_{e}} は電子の数密度、
{\displaystyle \sigma _{e\cdot \gamma }={\frac {8\pi }{3}}\left({\frac {\alpha \hbar c}{m_{e}c^{2}}}\right)^{2}}
は電子-光子散乱の散乱断面積であり、トムソン断面積に等しい。また α は微細構造定数、me は電子の質量である。
恒星の平均電子密度は恒星の質量 M と半径 R と関係しており、以下のように書き表される。
{\displaystyle \langle n_{e}\rangle ={\frac {M}{m_{e}4\pi R^{3}/3}}}
最後に、ビリアル定理より総運動エネルギーは重力ポテンシャルエネルギー EG の2分の1に等しいという関係を用い、また原子核の平均質量を mn とすると、原子核1個あたりの平均運動エネルギーは以下の関係式を満たす。
{\displaystyle {\frac {3}{2}}k_{\rm {B}}T={\frac {1}{2}}E_{\rm {G}}{\frac {m_{\rm {n}}}{M}}=C{\frac {3}{10}}{\frac {GMm_{\rm {n}}}{R}}}
ここで、温度 T は恒星全体で平均した値である。また C は恒星の構造によって変化する 1 程度の大きさを持つ係数であり、ポリトロープを用いて恒星を近似することで推定することが出来る。この関係式は、放射層において放射圧がガス圧を上回るような大質量星においては成り立たず、温度と質量、半径の関係は異なったものになる。これに関しては後述する。
全ての式をまとめ、またある因数で r と R が等しくなるように r を取り、さらに r での ne をある因数で恒星全体での平均値と置き換える近似を行う。太陽の場合、2つを合わせた因数は 1/15 となり、最終的に以下の関係を得る。
{\displaystyle L=-4\pi r^{2}D{\frac {\partial u}{\partial r}}\approx 4\pi R^{2}D{\frac {u}{R}}}
{\displaystyle L\approx {\frac {1}{15}}{\frac {64\pi ^{2}}{9}}{\frac {\sigma _{\rm {B}}}{\sigma _{e\cdot \gamma }}}{\frac {R^{4}T^{4}}{M}}}
{\displaystyle \,\,\approx {\frac {1}{15}}{\frac {2\pi ^{3}}{9\cdot 5^{5}}}{\frac {G^{4}m_{e}^{2}m_{\rm {n}}^{5}}{\alpha ^{2}\hbar ^{5}}}M^{3}=4\cdot {10^{26}}\left({\frac {M}{M_{\odot }}}\right)^{3}\,\left({\rm {W}}\right)}
ここで付加した因数は実際には M に依存しているため、より詳細な計算から導いた光度の質量に対する依存性は {\displaystyle M^{3.5}} となる。

## 小質量および大質量での区別
放射圧を使って上記の結果を導出することによって、恒星の質量が小さい場合と大きい場合を区別した質量光度関係を導くことが出来る。ここでは、不透明度 κ を用い、恒星の内部温度 TI を直接考慮することで導出を簡単化できる。より正確に取り扱う場合は、放射層の平均温度が使われる。
まずは放射圧 {\displaystyle P_{\rm {rad}}} と光度の関係を記述する所から始める。放射圧の勾配は放射の吸収による運動量の輸送と等しくなることから、以下の関係式が成り立つ。
{\displaystyle {\frac {dP_{\rm {rad}}}{dr}}=-{\frac {\kappa \rho }{c}}{\frac {L}{4\pi r^{2}}}}
ここで c は光速である。また {\displaystyle 1/\kappa \rho =l} は光子の平均自由行程である。
放射圧と温度には以下の関係がある。
{\displaystyle P_{\rm {rad}}={\frac {4\sigma }{3c}}T_{\rm {I}}^{4}}
従って
{\displaystyle T_{\rm {I}}^{3}{\frac {dT_{\rm {I}}}{dr}}=-{\frac {3\kappa \rho }{16\sigma }}{\frac {L}{4\pi r^{2}}}}
となり、この式から以下の比例関係が導かれる。
{\displaystyle L\propto T_{\rm {I}}^{4}{\frac {R}{\rho }}\propto T_{\rm {I}}^{4}{\frac {R^{4}}{M}}}
放射層では、重力はガス自身の圧力 (理想気体の圧力で近似される) と放射圧の両方と釣り合う。質量が小さい恒星においては後者は無視できるため、先述のように
{\displaystyle T_{\rm {I}}\propto {\frac {M}{R}}}
と書き表される。より正確には、積分は半径が 0 から R まで行うため、左辺は表面温度 TE を用いて {\displaystyle T_{\rm {I}}-T_{\rm {E}}} となるが、表面温度は内部の温度 TI と比較して無視できる。
この関係を用いると、質量光度関係
{\displaystyle L\propto M^{3}}
を導出できる。
恒星の質量が十分に大きい場合、放射層では放射圧がガス圧を上回るようになる。ここまで用いた理想気体のガス圧の代わりに放射圧を代入することで、
{\displaystyle T_{\rm {I}}^{4}\propto {\frac {M^{2}}{R^{4}}}}
が得られ、従って大質量星に対する質量光度関係
{\displaystyle L\propto M}
が導かれる。

## 核と表面の温度
第一近似として、恒星が表面積 {\displaystyle 4\pi R^{2}} を持つ黒体の放射体であるとする。従ってシュテファン＝ボルツマンの法則から光度と表面温度 TS が結び付けられる。
{\displaystyle L=4\pi R^{2}\sigma _{\rm {B}}T_{\rm {S}}^{4}}
この光度は恒星内部で単位時間あたりに生成される総エネルギーと等しい。このエネルギーは核融合反応によって生成されているため、通常は恒星の核で発生しており (赤色巨星の場合はそれが成り立たない)、核の温度は単位体積あたりの核融合反応の反応率によって光度と結び付いている。
{\displaystyle L={\frac {dE}{dt}}\approx \epsilon {\frac {4\pi }{3}}R^{3}n_{A}n_{B}{\frac {4{\sqrt {2}}}{\sqrt {3m_{R}}}}{\sqrt {E_{0}(T)}}{\frac {S(E_{0}(T))}{kT}}e^{-{\frac {3E_{0}(T)}{kT}}}}
ここで ε は陽子-陽子連鎖反応もしくはCNOサイクルによって生み出される総エネルギーである。また E0 はガモフピークのエネルギーであり、ガモフ因子 EG に以下のように依存する。
{\displaystyle E_{0}=\left({\sqrt {E_{\rm {G}}}}k_{\rm {B}}T\right)^{2/3}}
S(E) は「天体物理学的S因子」と呼ばれる物理量であり、S(E)/E が反応断面積になる。また、n は数密度である。{\displaystyle m_{R}=m_{A}m_{B}/(m_{A}+m_{B})} は粒子衝突の換算質量であり、A と B は制限反応に関与する2つの核種を表す。例えば陽子-陽子連鎖反応の場合は A と B はどちらも陽子であり、CNOサイクルの場合は A は陽子、B は 14
7N などとなる。
恒星の半径 R 自身も温度と質量の関数であるため、この方程式を解くことで核の温度を求めることが出来る。